# St. Mary of the Assumption (Chicago)

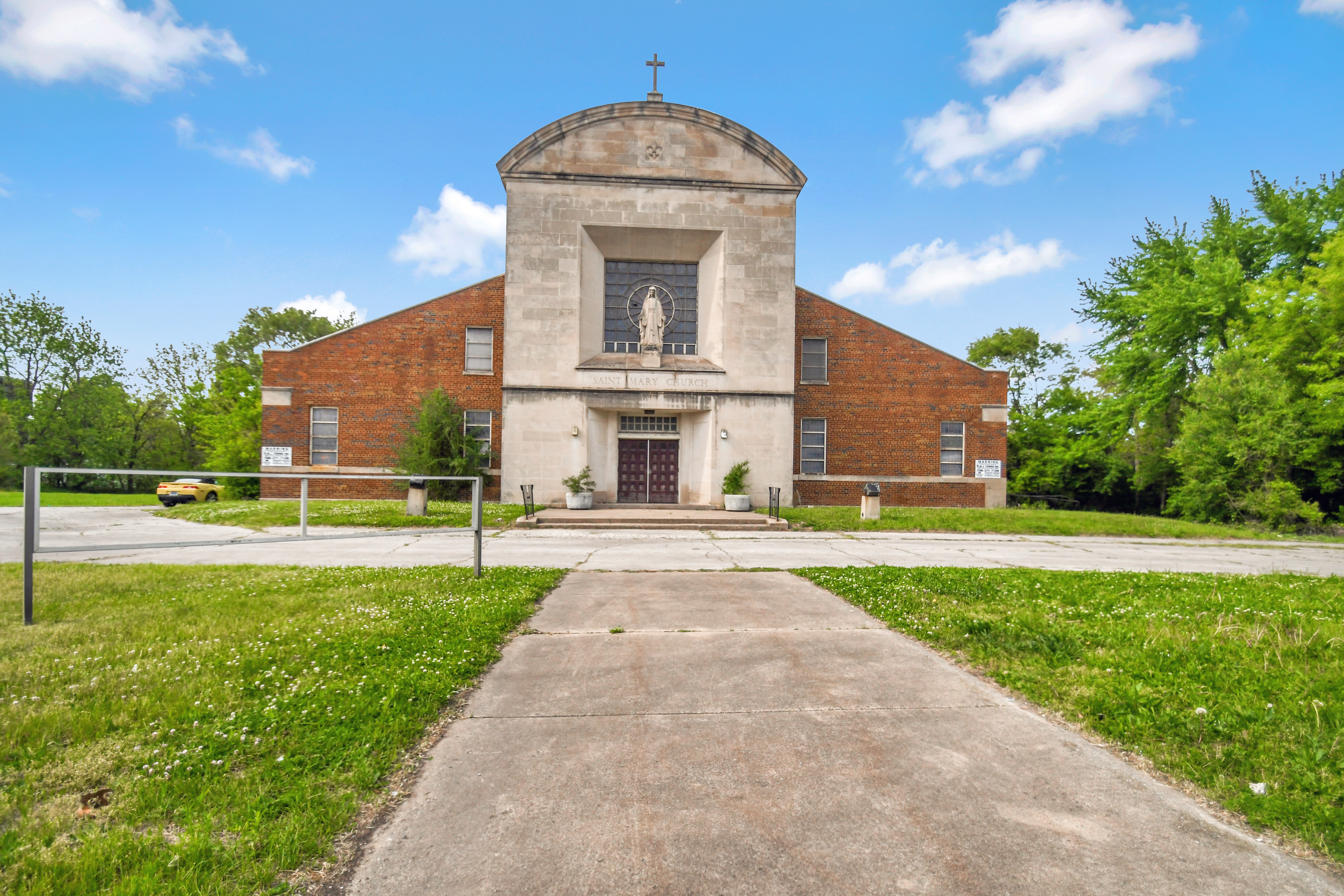
Kirche St. Mary of the Assumption

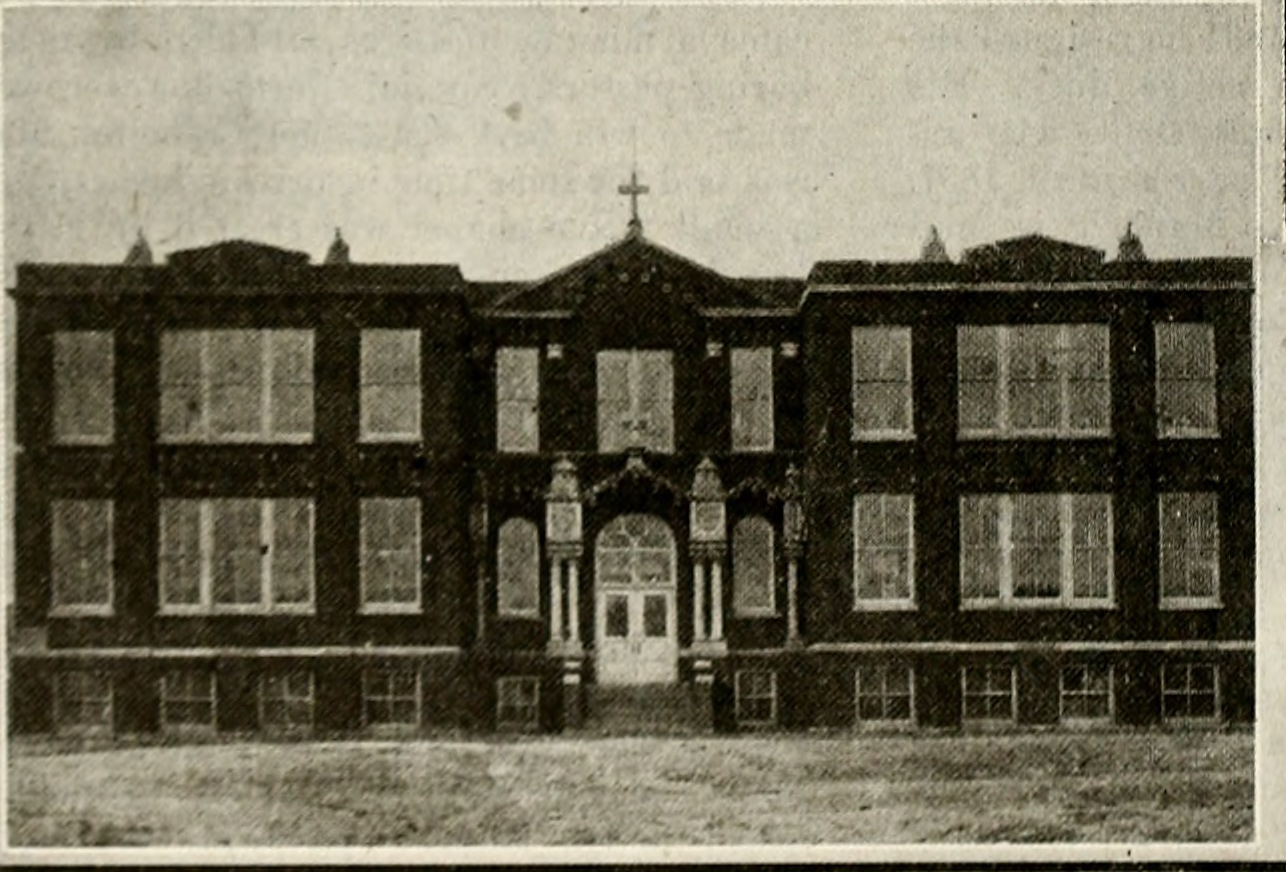
Saint Mary of the Assumption mit Schule (um 1920)

Die Kirche St. Mary of the Assumption war eine römisch-katholische Mariä-Himmelfahrt-Kirche im Erzbistum Chicago.

## Geschichte
Die 1886 gegründete Pfarrei lag an der Grenze zu Chicagos südlichem Vorort Dolton, der in der Zeit des Booms nach dem Zweiten Weltkrieg viele Familien anzog. Die Gemeinde wurde in den 1950er Jahren erweitert, um der wachsenden Nachbarschaft gerecht zu werden. 2011 wurde die Pfarrgemeinde mit einer zugehörigen Schule aufgegeben und mit der nahe gelegenen Pfarrei Queen of Apostles zur neuen Pfarrei St. Mary Queen of Apostles fusioniert. Der Tabernakel, der Kreuzweg und ein Bild der Muttergottes von Guadalupe wurden an den neuen Standort gebracht. Das Bild von Guadalupe war besonders bei den lateinamerikanischen Gemeindemitgliedern beliebt, die 2011 etwa ein Viertel der Gemeinde ausmachten.
Das Kirchengebäude, Pfarrhaus und Schule stehen seitdem leer und sind baufällig. Der Gebäudekomplex befindet sich an der Far South Side, 310 E. 137th Street, Chicago, IL 60827.
Robert Francis Prevost, seit dem 8. Mai 2025 Papst Leo XIV., wuchs in dieser Pfarrgemeinde auf, war hier Ministrant und besuchte die zugehörige Schule.